# Jiang Zhipeng
Jiang Zhipeng (姜至鵬T, 姜至鹏S, Jiāng ZhìpéngP; Qingdao, 6 marzo 1989) è un calciatore cinese, difensore del Wuhan San Zhen.

## Carriera

### Nazionale
Ha esordito in nazionale nel 2013.